# 天冬氨酸蛋白酶
天冬氨酸蛋白酶 （英语：Aspartic protease）是一种催化类型的蛋白酶，它使用一个或多个天冬氨酸残基结合的活化水分子来催化其肽底物。通常，它们在活性位点具有两个高度保守的天冬氨酸，在酸性pH条件下具有最佳活性。几乎所有已知的天冬氨酰蛋白酶都被胃酶抑素抑制。
天冬氨酸内肽酶EC 3.4.23已经表征了脊椎动物、真菌和逆转录酶病毒的起源。
真核天冬氨酸蛋白酶包括胃蛋白酶、组织蛋白酶和肾素。它们具有由祖先复制而产生的两域结构。逆转录病毒和反转录转座子蛋白酶（逆转录病毒天冬氨酰蛋白酶）比较小，并且似乎与真核天冬氨酰蛋白酶的单个结构域同源。每个结构域都提供一个催化天冬氨酸残基，在分子的两个叶之间有一个扩展的活性位点裂隙。很久以前，一个叶可能是通过基因复制从另一个进化而来的。在现代酶中，虽然三维结构非常相似，但除了保守的催化位点基序外，氨基酸序列的差异很大。二硫键的存在和位置是天冬氨酸肽酶的其他保守特征。

## 催化机制

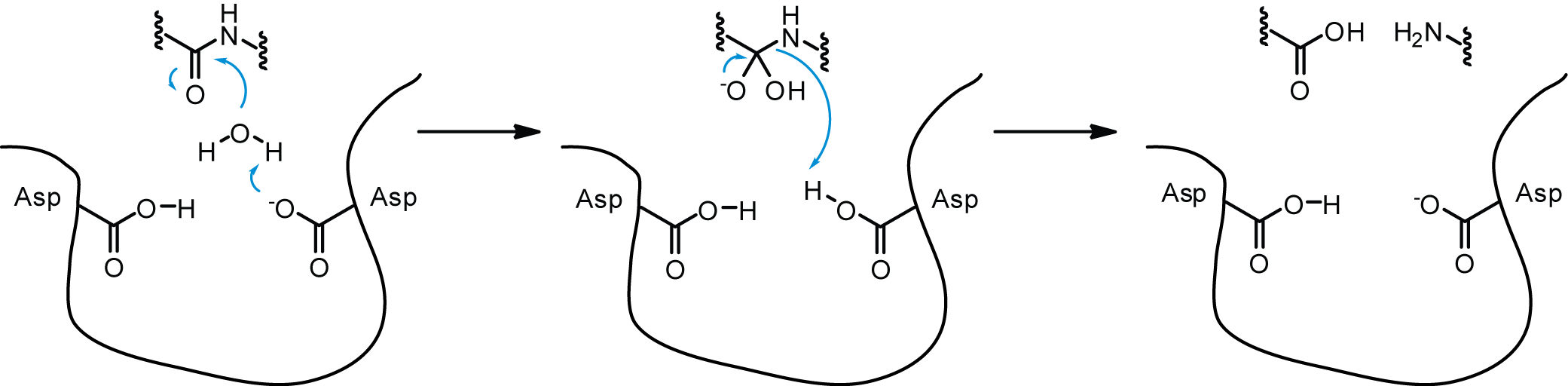
提出的天冬氨酰蛋白酶切割肽的机制。

天冬氨酰蛋白酶是一个高度特异性的蛋白酶家族，它们倾向于切割具有疏水残基和β-亚甲基的二肽键。与丝氨酸蛋白酶或半胱氨酸蛋白酶不同，这些蛋白酶在切割过程中不形成共价中间体。因此，蛋白水解是一步发生的。
尽管已经提出了许多不同的天冬氨酰蛋白酶机制，但最广泛接受的是酸碱机制，其原理是涉及水分子在两个高度保守的天冬氨酸残基之间的配位。天冬氨酸通过提取质子来活化水，使水能够对底物易裂键的羰基碳进行亲核攻击，从而产生通过与第二天冬氨酸氢键稳定的四面体氧阴离子中间体。该中间体的重排导致易裂酰胺的质子化，这导致底物肽分裂成两个产物肽。

## 抑制
胃酶抑素是天冬氨酸蛋白酶的抑制剂。

## 分类
已知有五个天冬氨酸蛋白酶超家族（氏族），每个都代表相同活性位点和机制的独立进化。每个超家族包含几个具有相似序列的家族。MEROPS分类系统按字母顺序命名这些氏族。
- 氏族AA（例如：胃蛋白酶家族）
- 氏族AC（例如：信号肽酶II家族）
- 氏族AD（例如：早老素家族）
- 氏族AE（例如：GPR内肽酶家族）
- 氏族AF（例如：Omptin家族）

## 前肽
许多真核天冬氨酸内肽酶（MEROPS肽酶家族A1）是用信号肽和前肽合成的。动物胃蛋白酶样内肽酶前肽形成了一个独特的前肽家族，其中包含约30个残基长的保守基序。在胃蛋白酶原A中，成熟胃蛋白酶序列的前11个残基被前肽的残基取代。前肽含有两个螺旋，可阻断活性位点裂隙，特别是胃蛋白酶中保守的天冬氨酸11残基，在胃蛋白酶中，氢键与前肽中的保守Arg残基结合。这种氢键稳定了前肽构象，并且可能负责在酸性条件下触发胃蛋白酶原转化为胃蛋白酶。

## 例子

### 人类
- BACE1、BACE2
- 组织蛋白酶D
- 组织蛋白酶E
- 凝乳酶
- Napsin-A
- 猪笼草蛋白酶
- 胃蛋白酶
- 早老素
- 肾素

### 含有该结构域的人类蛋白质
BACE1；BACE2；组织蛋白酶D；组织蛋白酶E；NAPSA；PGA5；PGC；肾素；

### 其他生物
- HIV-1蛋白酶-治疗艾滋病毒的主要药物靶点
- Plasmepsin-在引起疟疾的寄生虫疟原虫中发现的一组天冬氨酰蛋白酶